# Die alte Jungfer (Film)
Die alte Jungfer (Originaltitel: The Old Maid) ist ein US-amerikanisches Filmdrama von Edmund Goulding aus dem Jahr 1939. Das Drehbuch von Casey Robinson basiert auf dem gleichnamigen und mit dem Pulitzer-Preis ausgezeichneten Bühnenstück von Zoë Akins aus dem Jahr 1935. Der Stoff entstammt der Novelle The Old Maid: the Fifties von Edith Wharton, die 1924 erstmals erschien.

## Handlung
Die Filmhandlung spielt während des Sezessionskrieges und danach. Der Hochzeitstag von Delia Lovell mit dem wohlhabenden Jim Ralston wird durch die Ankunft von Delias früherem Liebhaber Clem Spender gestört, der nach zweijähriger Abwesenheit nichts von der anstehenden Hochzeit weiß. Delia heiratet dennoch Ralston und der Abgewiesene findet bei Delias Cousine Charlotte Trost. Clem schreibt sich als Soldat bei der United States Army ein und fällt während des Krieges.
Nach dem Krieg führt Charlotte ein Heim für Kriegswaisen. Eine besondere Beziehung hat sie zum kleinen Mädchen Clementina, das „Tina“ gerufen wird. Delia wird in der Zwischenzeit selbst Mutter und Charlotte verlobt sich mit Joe Ralston, dem Schwager ihrer Cousine. An ihrem Hochzeitstag erzählt Charlotte Delia, dass Tina ihr Kind und Clem der Vater ist. Mit einem längeren Aufenthalt im Westen konnte sie während des Krieges die Schwangerschaft verheimlichen und so das gesellschaftliche Stigma eines unehelichen Kindes verhindern. Delia verhindert in ihrer Eifersucht die anstehende Hochzeit, indem sie Joe erzählt, dass Charlotte bei schlechter Gesundheit sei. Nach dem Vorfall entfremden sich die beiden Cousinen. Als Delias Ehemann Jim bei einem Reitunfall tödlich verunglückt, lädt Delia Charlotte und Tina ein, bei ihr und ihren Kindern zu leben. Tina, die nicht weiß, dass Charlotte ihre leibliche Mutter ist, beginnt sehr rasch  Delia, die ihr jeden Wunsch erfüllt, Mama zu nennen. Im Verlauf der Jahre ist sie von der strengen und verbitterten „Tante“ Charlotte zunehmend genervt.
Tina verliebt sich in den wohlhabenden Lanning Halsey. Delia bietet an, Tina formell zu adoptieren, um ihr den angesehenen Namen Ralston und eine herausragende Stellung in der Gesellschaft zu verschaffen. Diese nimmt das Angebot an. Charlotte möchte ihrer Tochter vor der Hochzeit die Wahrheit erzählen, bringt es jedoch nicht über das Herz. Delia gegenüber erläutert die sichtlich betroffene Charlotte, dass sowohl Clem als auch seine Tochter Tina Delia mehr als sie selbst geliebt haben. Delia erzählt daraufhin Tina, dass Charlotte ihr eigenes Glück opferte, indem sie sich weigerte, einen Mann zu heiraten, der Tina nicht als seine eigene Tochter aufziehen wollte. Delia drängt Tina, Charlotte den letzten Abschiedskuss zu geben, bevor sie sich mit ihrem Bräutigam auf die Hochzeitsreise begibt. Tina willigt ein und gibt Charlotte aus der Kutsche heraus den letzten Kuss vor der Abfahrt.

## Hintergrund
Humphrey Bogart war ursprünglich für die Rolle des Clem Spender vorgesehen, aber Studiochef Jack L. Warner fand, dass er für die Rolle unpassend sei und ließ ihn nach zwei Drehtagen feuern. Bette Davis drängte den Regisseur Edmund Goulding und den Produzenten Hal B. Wallis, Bogart durch George Brent zu ersetzen, der trotz der geringen Größe der Rolle annahm. Brent war bereits ein Jahr zuvor in Jezebel – Die boshafte Lady Davis’ Co-Star gewesen, für den Davis den Oscar als beste Hauptdarstellerin erhielt.
Das berufliche Verhältnis zwischen den beiden weiblichen Hauptdarstellerinnen war angespannt. Biografin Charlotte Chandler zitiert Davis über die Zusammenarbeit mit Hopkins für Die alte Jungfer mit den Worten: „Trotz ihres starken Südstaatenakzents war sie eine charmante Frau. Was das berufliche angeht, so musste man einfach hinnehmen, dass sie auf jede erdenkliche Weise versuchte, die anderen an die Wand zu spielen […] Ein Mätzchen, das sie besonders gern gemacht hat, war dich nie anzusehen, wenn du gesprochen hast […] Sie hielt sich nicht an die Vorgaben für unsere Großaufnahmen […] Sie bewegte sich ständig am Set, damit ich mich von der Kamera wegdrehen musste.“